# Surendra Mohan Tagore
Raja Surendra Mohan Tagore eller Sourindro Mohun Tagore, född 1840, död 1914, skrev om indisk musik och hörde till den yngre av de båda släktgrenarna Tagore. Han var direktör för musikskolan i Calcutta och var den förnämsta auktoriteten på området indisk musik. I detta ämne skrev han ett tjugotal skrifter, bland vilka exempelvis kan nämnas "Hindu music from various authorities composed and published" (2:a uppl., 1882). Han skrev också om dramatik och poetik. Tagore blev 1877 ledamot av Musikaliska akademien i Indien.